# Vincas Trumpa
Vincas Trumpa (ur. 2 grudnia 1913 w Paliepiai, zm. 12 marca 2002 w Wilnie) – litewski historyk, laureat Krzyża Kawalerskiego Orderu Wielkiego Księcia Giedymina.

## Życiorys
Urodził się w 1913 w Paliepiai koło Ejragoły. W 1937 ukończył naukę na Uniwersytecie Witolda Wielkiego w Kownie, nąstepnie kształcił się na Sorbonie w Paryżu. W 1939 stał się sekretarzem Wydziału Historycznego Instytutu Studiów Litewskich. W latach 1941–1943 pracował na Uniwersytecie Wileńskim i w Archiwum Miasta Wilna. W 1944 wyjechał do ówczesnej III Rzeszy. W 1946 w Monachium założył gimnazjum litewskie, został tam zastępcą dyrektora. W 1949 wyjechał do Stanów Zjednoczonych. Od 1954 do 1982 pracował w Bibliotece Kongresu w Waszyngtonie. W 1997 wrócił na Litwę.
W 2002 został odznaczony Krzyżem Kawalerskim Orderu Wielkiego Księcia Giedymina.

## Publikacje
Trumpa pisał głównie o nacisku caratu, o litewskim ruchu narodowym, o kulturze i początkach liberalizmu na Litwie. Jego prace opierały się na źródłach archiwalnych. Najważniejszą pracą historyka jest Napoleonas. Baltija. Amerika (wydana w 1973), innymi pracami są: Lietuva XIX‑tame amžiuje (1989), Apie žmones ir laiką (2001).
W 2013 zostały opublikowane korespondencje historyka Vinco Trumpos korespondencija.